# Susanne Fengler
Susanne Fengler (* 10. Oktober 1971 in Dortmund) ist eine deutsche Kommunikationswissenschaftlerin und Autorin.

## Leben
Nach dem Abitur ging Fengler zunächst an die Schauspielschule von Lee Strasberg in New York und studierte dann Kommunikationswissenschaft in Berlin. Im Anschluss war sie Stipendiatin der FAZIT-Stiftung der Frankfurter Allgemeinen Zeitung. Sie promovierte über die Geschichte des Medienjournalismus in den USA vom 18. Jahrhundert bis zur Gegenwart. Von 2001 bis 2003 arbeitete sie in der Parteizentrale der CDU. Ab 2004 war sie als Kommunikationswissenschaftlerin in der Schweiz tätig.
2008 erschien ihr Roman „Heidiland“ über Deutsche in der Schweiz. Mit „Fräulein Schröder“ brachte sie 2004 ein Buch mit autobiographischen Elementen über die Arbeit in der Parteizentrale heraus. Beide Bücher erscheinen im Aufbau-Verlag/Gustav Kiepenheuer Verlag. Neben diesem Buch hat Fengler zwei historische Romane und Bücher zu kommunikationswissenschaftlichen Themen veröffentlicht.
Seit Frühjahr 2008 ist Fengler Professorin für Internationalen Journalismus am Institut für Journalistik der Technischen Universität Dortmund und Leiterin des Erich-Brost-Instituts. 2025 wurde sie Mitglied der Academia Europaea.
Ab 2018 war Fengler von der Liste Pilz nominiertes Mitglied im ORF-Stiftungsrat, 2020 folgte ihr Sigrid Pilz nach.
Sie lebt mit ihrem Ehemann in Berlin und ist Mutter eines Sohnes.